# Бенедиктинская реформа в Англии

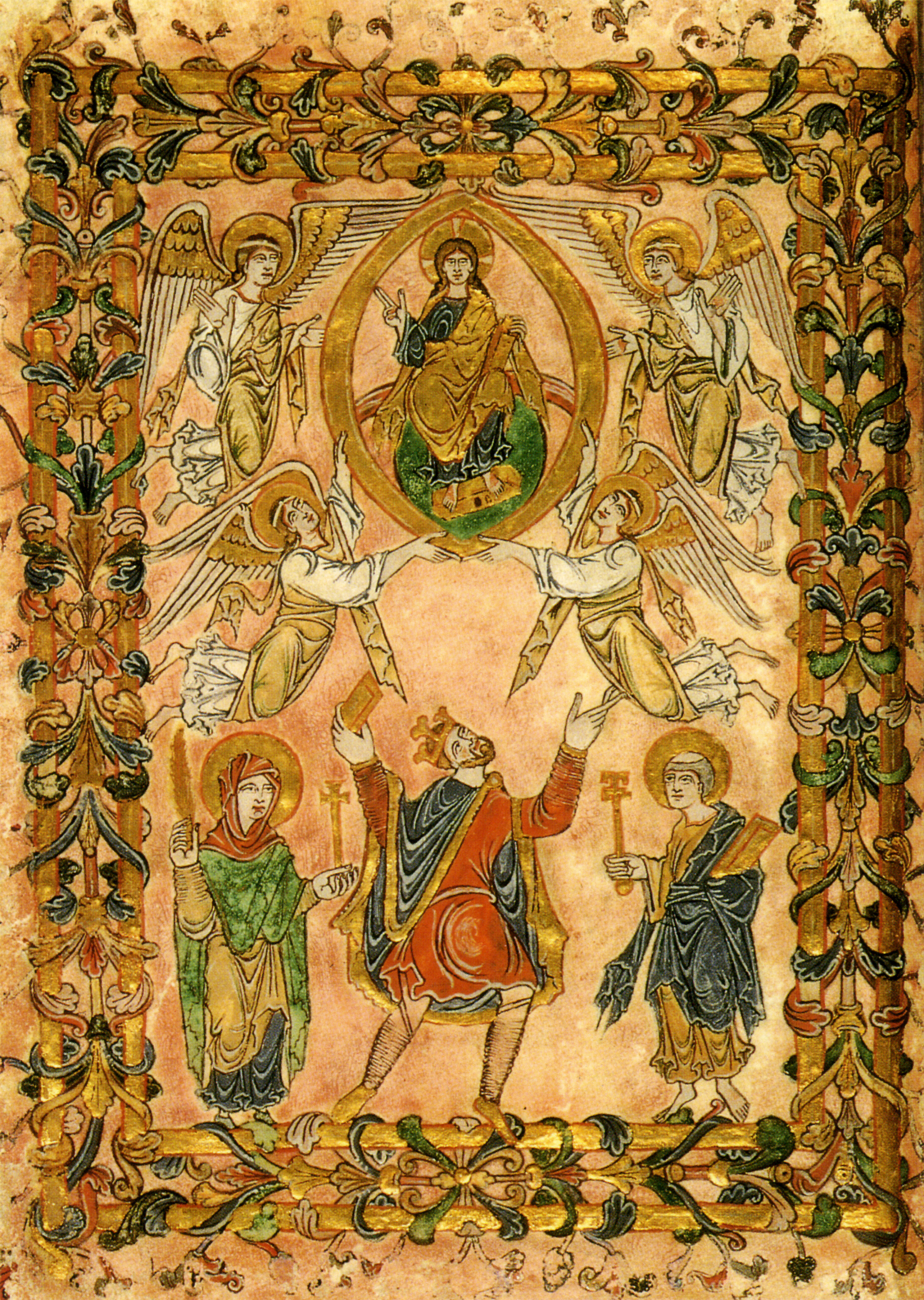
Портрет короля Эдгара в грамоте Нового Собора, Уинчестер

Бенедиктинская реформа в Англии или монашеская реформа английской церкви в конце десятого века была религиозным и интеллектуальным движением в поздний англосаксонский период. В середине X века почти все монастыри населяло белое духовенство, представители которого зачастую состояли в браке. Реформаторы стремились заменить их безбрачными созерцательными монахами, следуя уставу святого Бенедикта. Движение было вдохновлено монастырскими реформами на континенте, его ведущими фигурами были Дунстан, архиепископ Кентерберийский, Этельвольд, епископ Уинчестерский, и Освальд, архиепископ Йоркский.
В Англии VII—VIII веков большинство монастырей были бенедиктинскими, но в IX веке образованность и монашество резко упали, с чем пытался бороться король Уэссекса Альфред Великий (871—899). Двор Этельстана (924—939), первого короля Англии, был космополитическим, и будущие реформаторы, такие как Дунстан и Этельвольд, учились у континентальных представителей бенедиктинского монашества. Английское движение стало доминирующим при короле Эдгаре (959—975), который поддерживал изгнание белого духовенства из монастырей и кафедр соборов и их замену монахами. Реформаторы поддерживали тесные отношения с короной, отстаивая её интересы и полагаясь на её поддержку. Движение было ограничено южной Англией и Мидлендсом, поскольку корона не была достаточно сильной в северной Англии, чтобы конфисковать собственность у местных элит для создания бенедиктинских монастырей. Движение пришло в упадок после смерти его ведущих представителей в конце десятого века.
Центры художественного искусства, основанные Этельвольдом, достигли высокого уровня мастерства в создании иллюминированных рукописей, скульптур, изделий из золота и серебра и имели влияние, как в Англии, так и на континенте. В монастырях обучение достигло высокого уровня, благодаря чему были написаны литературные произведения в прозе и поэзии в сложном герменевтическом стиле на латыни, которая была «высоким языком» в Англии X века. Уинчестерская школа Этельвольда сыграла важную роль в создании стандартного западносаксонского литературного языка, а его ученик Эльфрик Грамматик был её самым выдающимся писателем.
Все сохранившиеся средневековые рассказы о движении принадлежат сторонникам реформ, которые решительно осуждали то, что они считали коррупцией и религиозной неадекватностью белого духовенства, но историки конца XX и начала XXI веков всё чаще рассматривают эти рассказы, как несправедливо предвзятые против белого духовенства.

## Исторический фон
Автором устава святого Бенедикта, который был основным монашеским кодексом в Западной Европе в раннем средневековье, был святой Бенедикт Нурсийский (ок. 480—550). Согласно этому правилу, жизнь монахов была в основном посвящена молитве, чтению священных текстов и физическому труду. Они жили общинной жизнью и были обязаны полностью подчиняться своему настоятелю. Достижением Бенедикта было создание стабильной системы, характеризующейся умеренностью и осмотрительностью.
В седьмом веке в Англии возникло мощное монашеское движение, на которое сильно повлияли идеи святого Бенедикта, и английский церковный деятель и писатель конца седьмого века Альдхельм предположил, что монастыри должны обычно следовать уставу бенедиктинцев. Однако к 800 году немногие монастыри могли претендовать на высокие духовные и интеллектуальные стандарты, а в девятом веке наблюдался резкий спад в образовании и монашестве. Политическое и финансовое давление, отчасти из-за разрушений, вызванных нападениями викингов, привело к растущему предпочтению пастырского духовенства, которое оказывало основные религиозные услуги мирянам, по сравнению с созерцательными монахами. Произошла постепенная передача собственности от монастырей короне, которая ускорилась после 850 года. По словам Джона Блэра:
В значительной степени королевская администрация достигла территориальной стабильности за счет борьбы с монастырями. Полемисты конца X века могут обвинять королей Уэссекса и их магнатов, даже больше, чем викингов, в разграблении церковных ресурсов. Шрамы набегов викингов зажили, но секуляризация монастырей продолжалась медленно и последовательно.

Оригинальный текст (англ.)To a significant extent, the royal administration had achieved territorial stability by battening onto minsters. Well might late tenth-century polemicists blame kings of Wessex and their magnates, even more than the Vikings, for despoiling the church's resources. The scars of Viking raids had healed, but the secularization of minsters continued on its slow, consistent course.Джон Блэр, Blair, 2005, pp. 323–26
В конце девятого века Альфред Великий начал возрождать ученость и монашество, и эту работу продолжил его внук, король Этельстан (924—939). Короли до Эдгара (959—975) не придерживались той точки зрения, которой придерживался Этельвольд и его окружение, о том, что единственной достойной религиозной жизнью было бенедиктинское монашество. Когда Жерар Бронский в 944 году реформировал аббатство Сен-Бертен в Сент-Омере в соответствии с бенедиктинскими принципами, диссидентские монахи нашли убежище в Англии при короле Эдмунде (939—946). До реформы X века границы между белым духовенством и монахами иногда стирались. Известны случаи, когда общины монахов создавались для оказания пастырской помощи, а духовенство в некоторых светских учреждениях проживало по монашеским правилам.

## Ранний период
Бенедиктинское реформаторское движение на континенте началось с основания аббатства Клюни в Бургундии в 909-10 годах, но влияние Клюни, новаторского по своим обычаям, в основном ограничивалось Бургундией. Самые тесные связи Англии были с более консервативным аббатством Флёри на Луаре, которое имело больший престиж, потому что в нём хранились мощи святого Бенедикта. На лидеров английского движения также повлияли реформы, провозглашенные Каролингским императором Священной Римской империи Людовиком Благочестивым на Синодах в Ахене в 810-х годах, и, в частности, обнародование ими единых монашеских правил под властью короны. Скромные религиозные и дипломатические контакты между Англией и континентом при Альфреде и его сыне Эдуарде Старшем (899—924) активизировались во время правления Этельстана, когда началось монастырское возрождение. Четыре сводные сестры Этельстана вышли замуж за европейских правителей, что привело к более тесным контактам между английским и континентальным дворами, чем когда-либо прежде. Многие рукописи попали в Англию, что повлияло на английское искусство и науку, а английские церковники узнали о движении континентальных бенедиктинских реформ.
Лидерами английской бенедиктинской реформы были Дунстан, архиепископ Кентерберийский (959—988), Этельвольд, епископ Уинчестерский (963—984), и Освальд, архиепископ Йоркский (971—992). Дунстан и Этельвольд достигли зрелости в космополитическом интеллектуальном дворе Этельстана в 930-х годах, где они встретили монахов из европейских реформированных монастырей, которые послужили источником вдохновения для английского движения. В начале 940-х годов Дунстан был назначен аббатом Гластонберийским, где к нему присоединился Этельвольд, и они провели большую часть следующего десятилетия, изучая бенедиктинские тексты в Гластонбери, который стал первым центром распространения монашеской реформы. Правило Святого Бенедикта было переведено на древнеанглийский язык в то время, вероятно, Этельвольдом, и это единственный сохранившийся прозаический перевод Правила на разговорный язык в раннем средневековье. Примерно в 954 году Этельвольд хотел поехать на континент, чтобы изучить там реформы из первых рук, но король Эдред (946—955) отказал ему в разрешении и назначил его аббатом Абингдонским, который стал вторым центром. Дунстан был выслан из Англии королем Эдвигом (955—959) между 956 и 958 годами, и это время он проводил, наблюдая за бенедиктинскими практиками в аббатстве Святого Петра в Генте. С другой стороны, Этельвольд, похоже, был в хороших отношениях с Эдвигом, что является ранним признаком того, что реформаторы не были объединены политически. Освальд был племянником Оды, архиепископа Кентерберийского с 941 по 958 год. Ода, сторонник реформ, представил Освальда Флёри, где тот был рукоположен и провёл большую часть 950-х годов.

## Реформа и корона
Розамонд Маккиттерик отмечает, что «рвение к монашеской реформе, несомненно, было общей связью всей Европы». Основными центрами были Лотарингия, западная Франция и южная Англия, и реформы были поддержаны правителями, которые считали образцовые монастыри способствующими их могуществу и престижу. Однако отношения между монастырями и их покровителями были разными. Там, где правители были слабыми, как в Бургундии, аббатство Клюни обращалось к папству за защитой, тогда как в других областях, таких как Фландрия, монастыри имели тесные связи с местными правителями. В Англии существовала тесная зависимость от королевской семьи и очень небольшое влияние папы. Воцарение в 959 году Эдгара, первого короля, решительно поддержавшего реформу, привело к поддержке двором введения бенедиктинских правил в ряде старых монастырей, таких как монастырь Святой Троицы в Вестбери на Триме (Освальд), Гластонберийское аббатство (Дунстан) и Абингдонское аббатство (Этельвольд). Вряд ли какие-либо из реформированных монастырей были основаны с нуля, но несколько женских монастырей, имевших королевские связи, были основаны в Уилтшире и Гэмпшире.
Когда Эдгар стал королем, он немедленно уволил только что назначенного архиепископа Кентерберийского Биртхельма и назначил на его место Дунстана. В 963 году Эдгар назначил Этельвольда епископом Винчестера, и с разрешения папы и при поддержке короля новый епископ изгнал белое духовенство из Старого и Нового Соборов города и заменил их монахами. Белые священники и их сторонники были влиятельными местными жителями, и королю пришлось прибегнуть к силе, чтобы конфисковать их богатые бенефиции. К 975 году было реформировано до 30 мужских монастырей и 7 или 8 женских монастырей, все в Уэссексе или в Мидлендсе, где имели владения Этельвольд и Освальд. Однако реформированные монастыри тогда составляли, вероятно, лишь около 10 % религиозных учреждений. Самые богатые реформированные монастыри были намного богаче обычных белых священников, и, как показывает Книга Страшного суда, в конце XI века некоторые владели землей, равной той, которой владели всех магнаты, кроме самых крупных, но богатые и важные нереформированные монастыри, такие как Честер-ле-Стрит и Бери-Сент-Эдмундс процветали в XI веке. Пропаганда реформаторов, в основном из окружения Этельвольда, утверждала, что церковь была преобразована во время правления Эдгара, но, с точки зрения Блэра, религиозная культура, «когда мы исследуем глубину, начинает выглядеть менее эксклюзивной и больше похожей на культуру Этельстана и Эдмунда».